# Kühlungsborn
Kühlungsborn é um município da Alemanha, situado no distrito de Rostock, no estado de Mecklemburgo-Pomerânia Ocidental. Tem 16,16 km² de área, e sua população em 2019 foi estimada em 7.867 habitantes.